# Roccasecca
Roccasecca là một đô thị thuộc tỉnh Frosinone trong vùng Latium nước Ý. Đô thị này có diện tích 43 km², dân số 7442 người.
Đô thị này giáp các đô thị sau: Castrocielo, Colfelice, Colle San Magno, Pontecorvo, Rocca d'Arce, San Giovanni Incarico, Santopadre.